# ماری دالی (فیلسوف)
ماری دالی (انگلیسی: Mary Daly; ۱۶ اکتبر ۱۹۲۸ – ۳ ژانویهٔ ۲۰۱۰) متخصص الهیات، نویسنده، فیلسوف، و استاد دانشگاه اهل ایالات متحده آمریکا بود.